# دائرة يوب
دائرة يوب هي إحدى دوائر ولاية سعيدة الجزائرية.